# Puccinia gnaphaliicola
Puccinia gnaphaliicola ist eine Ständerpilzart aus der Ordnung der Rostpilze (Pucciniales). Der Pilz ist ein Endoparasit der Korbblütlergattungen Facelis und Gnaphalium. Symptome des Befalls durch die Art sind Rostflecken und Pusteln auf den Blattoberflächen der Wirtspflanzen. Sie ist in Amerika und Ozeanien verbreitet.

## Merkmale

### Makroskopische Merkmale
Puccinia gnaphaliicola ist mit bloßem Auge nur anhand der auf der Oberfläche des Wirtes hervortretenden Sporenlager zu erkennen. Sie wachsen in Nestern, die als gelbliche bis braune Flecken und Pusteln auf den Blattoberflächen erscheinen.

### Mikroskopische Merkmale
Das Myzel von Puccinia gnaphaliicola wächst wie bei allen Puccinia-Arten interzellulär und bildet Saugfäden, die in das Speichergewebe des Wirtes wachsen. Ihre Spermogonien und Aecien sind unbekannt. Die überwiegend unterseitig auf den Wirtsblättern und an Stängeln wachsenden Uredien des Pilzes sind zimtbraun. Ihre gelbbraunen Uredosporen sind 22–25 × 21–24 µm groß, breit eiförmig bis kugelig und stachelwarzig. Die für gewöhnlich blattunterseitig und auf Stängeln wachsenden Telien der Art sind schwarzbraun, kompakt und unbedeckt. Die goldenen bis klar kastanienbraunen Teliosporen sind zweizellig, in der Regel lang eiförmig bis langellipsoid und 35–50 × 19–23 µm groß. Ihre Stiele sind farblos und bis zu 65 µm lang.

## Verbreitung
Das bekannte Verbreitungsgebiet von Puccinia gnaphaliicola reicht von Südamerika bis in die südöstlichen USA und umfasst darüber hinaus Australien und Neuseeland.

## Ökologie
Die Wirtspflanzen von Puccinia gnaphaliicola sind Facelis retusa und diverse Gnaphalium-Arten. Der Pilz ernährt sich von den im Speichergewebe der Pflanzen vorhandenen Nährstoffen, seine Sporenlager brechen später durch die Blattoberfläche und setzen Sporen frei. Die Art durchläuft einen Entwicklungszyklus, von dem bislang nur Telien und Uredien sowie deren Wirt bekannt sind; Spermogonien und Aecien konnten ihr nicht zugewiesen werden.